# Joppidium arizonicum
Joppidium arizonicum är en stekelart som beskrevs av Henry Keith Townes, Jr. 1962. Joppidium arizonicum ingår i släktet Joppidium och familjen brokparasitsteklar. Inga underarter finns listade i Catalogue of Life.